# Cimetière de Jérusalem et de la nouvelle église (division IV)

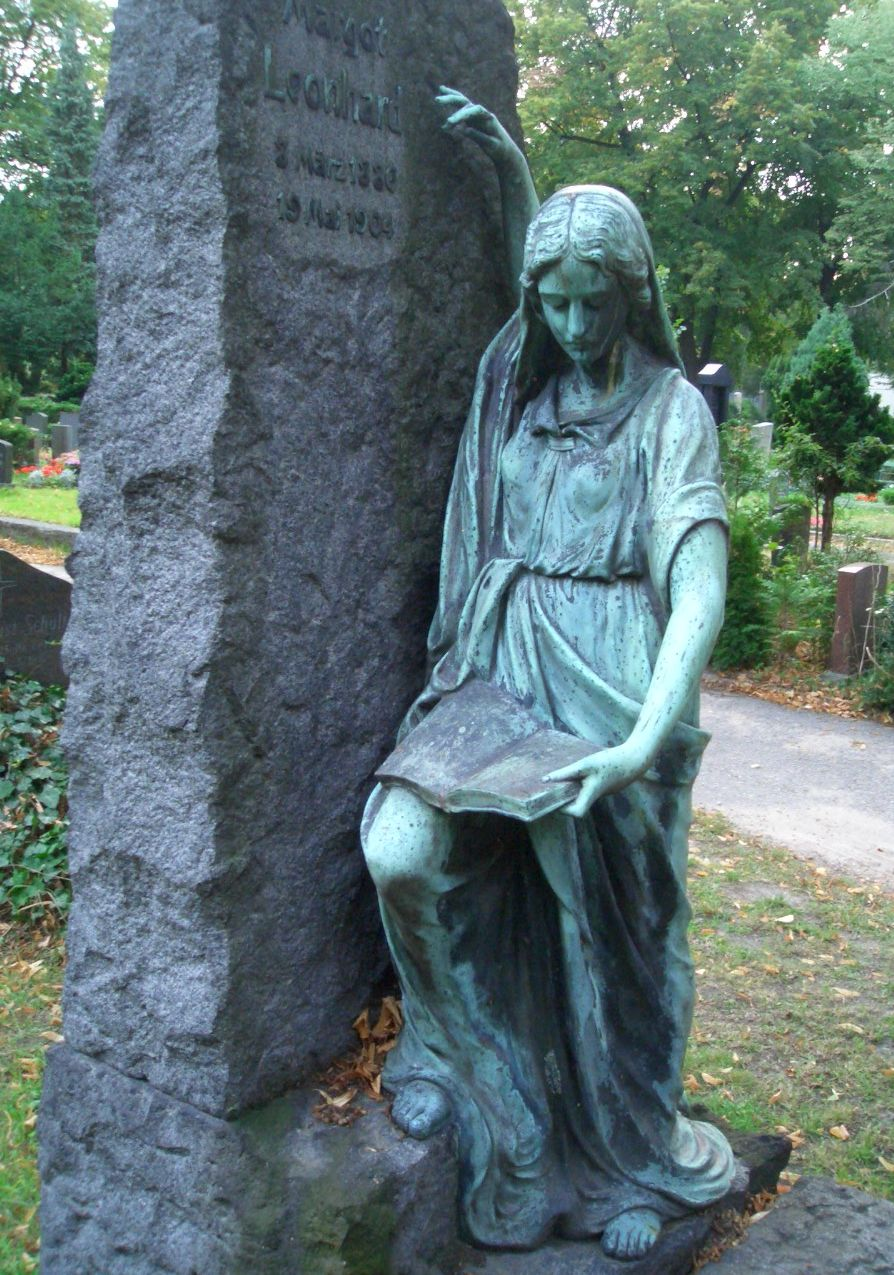
Tombe de Margot Leonhardt (1886-1904), décédée jeune, stèle en forme de roche.

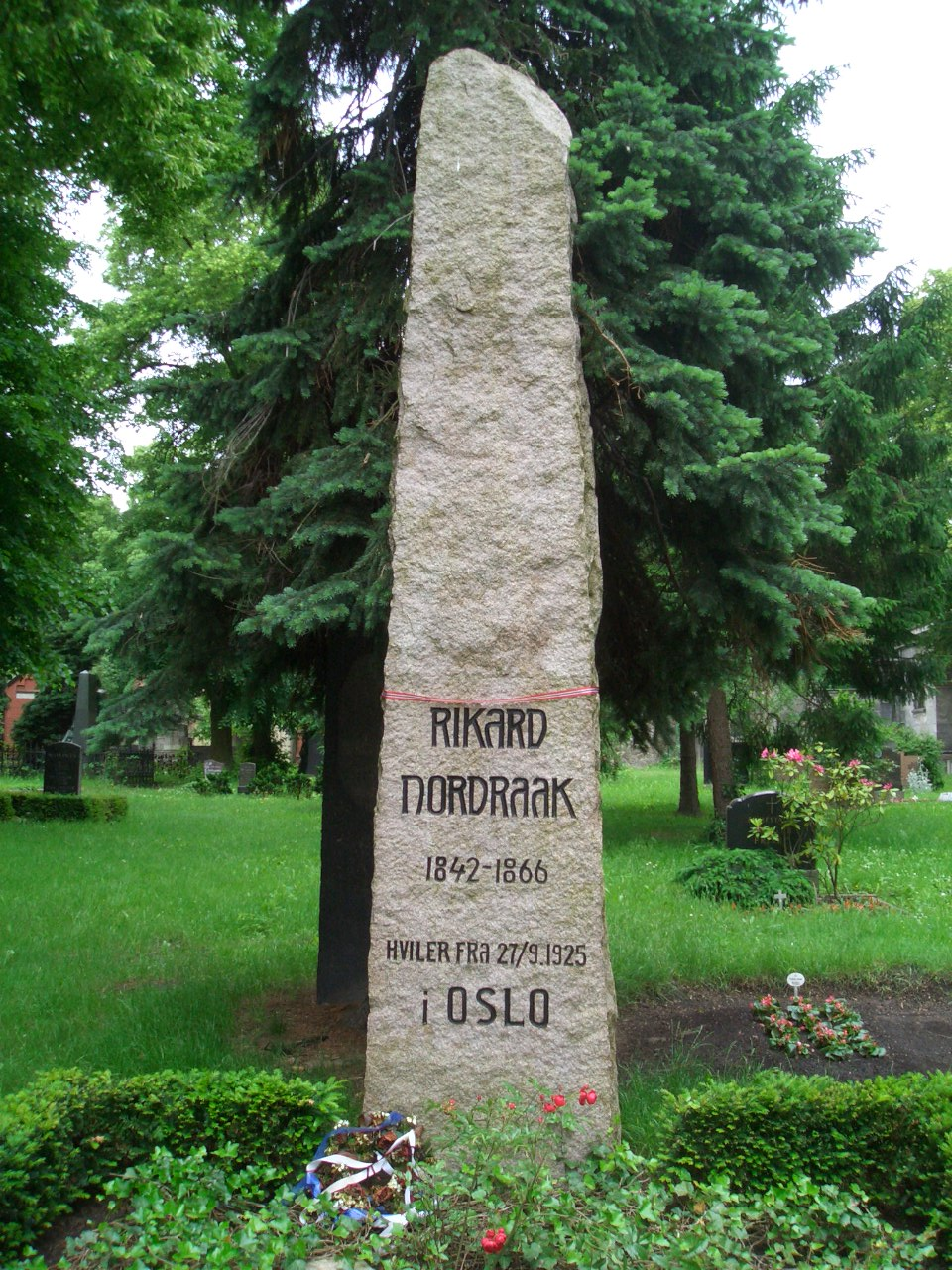
Première tombe de Rikard Nordraak à Berlin.

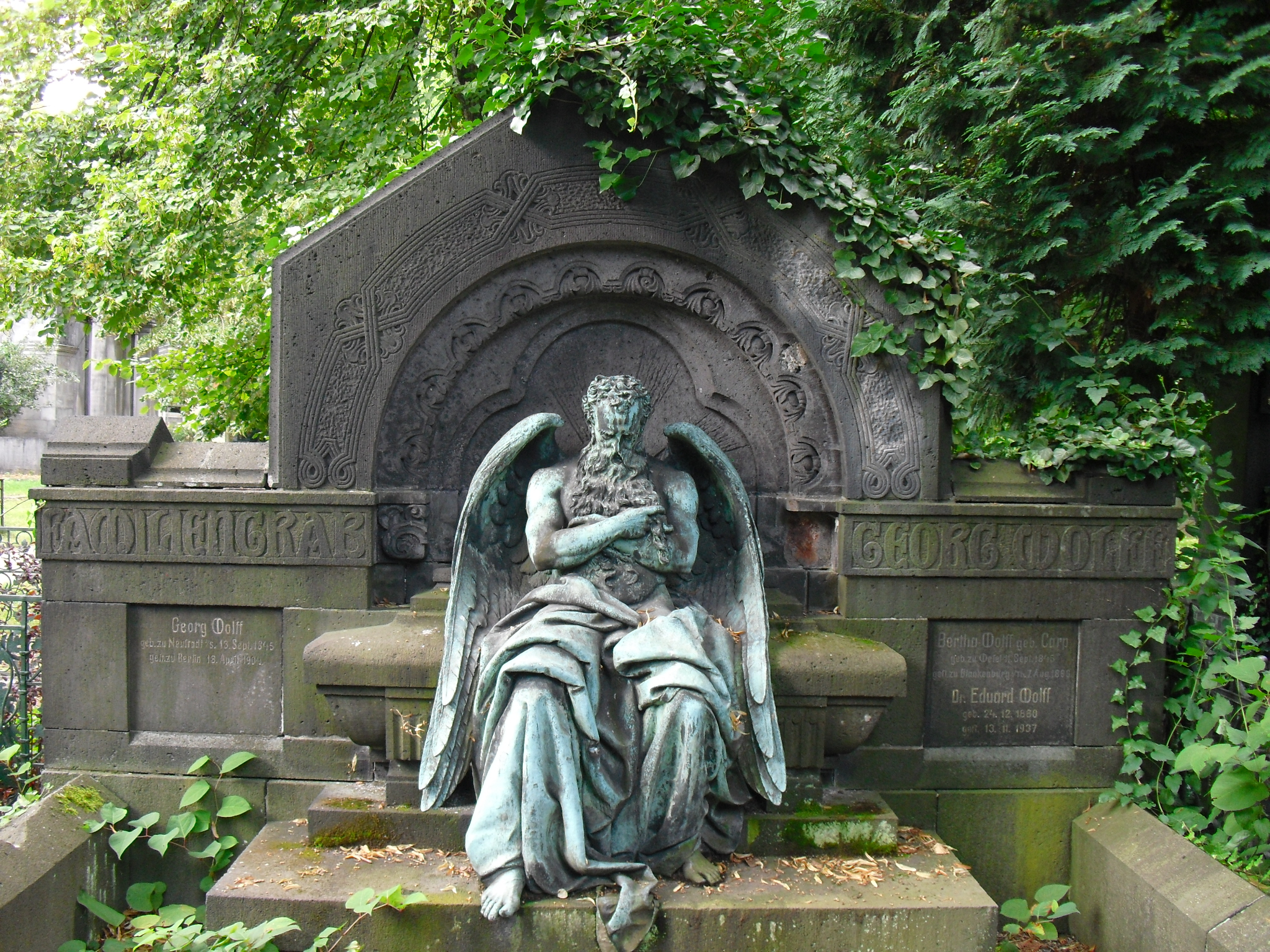
Tombe de Georg Wolff (1845-1904), marchand, avec Chronos endormi de Hans Latt.

Le cimetière de Jérusalem et de la nouvelle église IV est situé sur la Bergmannstraße à Berlin-Kreuzberg. Il est inauguré le 2 juin 1852 et a une superficie de 30 771 m2.

## Emplacement
Le cimetière de Luisenstadt forme sa limite à l'est et le cimetière de Friedrichswerder à l'ouest. Avec ceux-ci et le cimetière de la Trinité (division II), il appartient au complexe de cimetières de la Bergmannstraße, qui sont reliés les uns aux autres il y a quelques décennies par des ouvertures. La chapelle néo-romane du cimetière est de Louis Arnd (1846-1906). Il y a aussi un certain nombre de tombes luxueuses dans ce cimetière, avec lesquelles des testateurs aujourd'hui presque oubliés ont voulu se commémorer de manière ostentatoire.
Les cimetières I, II et III de l'église de Jérusalem et de la nouvelle église appartiennent au complexe cimetières devant la porte de Halle, le cimetière V se trouve sur la Hermannstraße.

## Histoire
Lorsque la congrégation de l'église de Jérusalem, qui avec 1 366 places est l'une des plus importantes de Berlin, perd de plus en plus de membres à la suite de la formation de la ville vers 1900, elle est fusionnée avec la congrégation de la Nouvelle Église et n'utilise plus que le bâtiment de cette dernière, à côté de la tour décorative appelée Cathédrale allemande. Le bâtiment de l'église de Jérusalem, devient orphelin, devient la propriété du gouvernement du Reich, qui le vend à l'État roumain en 1943. Il le met à la disposition de l'Église orthodoxe grecque. L'église, dédiée aux saints archanges Michel et Gabriel, a déjà été remodelée lorsqu'un attentat à la bombe frappe la ville le 3 février 1945, le bâtiment est gravement endommagé. Après des années de négociations avec ce qui est désormais la Roumanie communiste, les ruines sont détruites et nettoyées en 1961 au profit de la percée d'Oranienstrasse dans la Kochstraße (de). À proximité se trouve depuis 1966 la tour Axel Springer, située dans l'Axel-Springer-Straße (de). L'ancien emplacement de l'église est marqué au sol. Comme la nouvelle église sur Gendarmenmarkt à Berlin-Est, qui est endommagée pendant la guerre, n'est pas initialement reconstruite, un nouveau bâtiment est construit dans la Lindenstraße de Kreuzberg en 1968.
En raison de la construction du mur de Berlin en 1961, de nombreux paroissiens vivant à Berlin-Est ne peuvent plus visiter les cimetières mentionnés ici.
Au total, 123 victimes de la guerre et de la tyrannie reposent dans ce cimetière sur un cimetière de guerre fermé.

## Tombes de personnalités connues
(*) = sépulture honorifique de l'état de Berlin
- Carl Aschinger, restaurateur berlinois, fondateur de Aschinger AG
- Ernst Balcke (de) (1887-1912), auteur et poète, meilleur ami de Georg Heym, qui s'est noyé avec lui dans la Havel.
- Charlotte Birch-Pfeiffer (1800–1868), écrivain et actrice de cour
- Karl Fichert (1902-1982), "Spitze-Karle", professeur de musique et artiste solo, original berlinois
- Maximilian Fretter-Pico (1892-1984), militaire, général d'infanterie
- Rolf Habild (de) (1904-1970), avocat de banque, administrateur de l'arrondissement de Bitterfeld (de)
- Michael Hansen (1946-2011), artiste de cabaret et chanteur pop
- Albert Hertel (de) (1843-1912), peintre
- Hermann von der Hude (de) (1830-1908), architecte (par exemple Cathédrale allemande, Kunsthalle de Hambourg)
- Franz Jaffé (de), architecte et peintre (notamment responsable artistique des pavillons de l'Empire allemand lors de trois expositions universelles)
- Joseph Kaffsack (de) (1850–1890), sculpteur
- Karl Kehrbach (de) (1846-1905), éducateur et éditeur
- Paul Kirmß (1850-1940), pasteur, auteur de l'histoire de la Nouvelle Église 1708-1908
- Max Krause (de), fabricant de papier (le faux mausolée est construit en 1907 par Bruno Schmitz et Franz Metzner et est considéré comme le lieu de sépulture Art nouveau le plus impressionnant de la région de Berlin)
- Rikard Nordraak (1842-1866), compositeur de l'hymne national norvégien. En 1925, sa dépouille mortelle est transférée à Vår Frelsers Gravlund dans un acte d'État
- Wilhelm Riehmer (1830-1901), maître maçon (Riehmer's Hofgarten)
- Arthur Rohmer (de) (1830–1898), architecte
- Fritz Schaper (*) (1841-1919), sculpteur, avec son fils Wolfgang Schaper (1895-1930), peintre et sculpteur
- Kurd von Schlözer (de) (*) (1822–1894), historien, diplomate, négocie avec le Vatican la fin du Kulturkampf ; Tombe conçue par Bernhard Sehring (de)
- Erich Schmidt (*) (1853-1913), germaniste et chercheur de Goethe
- Werner Schroeter (1945–2010), directeur de cinéma, d'opéra et de théâtre (la pierre tombale de Magdalena Montezuma se trouve également sur la tombe depuis 2015)
- Georg Schwechten (1827-1902), fabricant de pianos
- Rudolf Thiel (de) (1894-1967), ophtalmologiste
- Albert Voß (de) (1837-1906), préhistorien, directeur des Musées royaux d'ethnologie et de folklore
- Felix Wahnschaffe (de) (1851-1914), géologue, président de la Société géologique allemande (de)
- Max Weber senior (de) (1836–1897), avocat, député libéral du Reichstag, père des sociologues Max Weber et Alfred Weber
- Carl Friedrich Weitzmann (de) (1808–1880), théoricien de la musique
- Georg Wolff (1845-1904), marchand (sculpture monumentale en bronze de Chronos endormi par Hans Latt (de))